# Simelská dohoda
Simelská dohoda je sporná smlouva z roku 1914 týkající se především statusu Tibetu a vytyčení jeho hranic. O smlouvě jednala čínská, britská a tibetská strana, svůj název dostala podle města Šimla (též Simla) v indickém státě Himáčalpradéš.
Simelská dohoda stanovovala, že „vnější Tibet“ „[...] zůstane v držení tibetské vlády ve Lhase.“ Tato oblast zhruba odpovídá dnešní Tibetské autonomní oblasti, která sice měla být pod čínskou suzerenitou, avšak čínská strana neměla zasahovat do tibetské administrativy. Dohoda rovněž vytyčovala hranice mezi Tibetem a Čínou a mezi Tibetem a britskou Indií, která později vešla ve známost jako McMahonova linie.
Zplnomocněnec za čínskou stranu I-fan Čchen smlouvu sice nejdříve parafoval, avšak konečný dokument podepsat odmítl. 3. července 1914 se pak z Šimly stáhl a jednání o smlouvě pokračovala jen mezi Tibeťany a Brity, kteří připojili ke smlouvě dodatek, že pokud Čína dohodu neratifikuje, nevznikají ji žádné nároky na suverenitu nad tibetským územím.